# Denis Vavro
Denis Vavro (ur. 10 kwietnia 1996 w Partizánskem) – słowacki piłkarz, grający na pozycji środkowego obrońcy w niemieckim klubie VfL Wolfsburg oraz w reprezentacji Słowacji.

## Kariera piłkarska
Swoją karierę piłkarską Vavro rozpoczął w klubie Tempo Partizánske. Następnie został zawodnikiem klubu MŠK Žilina. 20 kwietnia 2013 zadebiutował w nim w słowackiej pierwszej lidze w wygranym 2:1 wyjazdowym meczu z AS Trenčín. W sezonie 2016/17 wywalczył mistrzostwo Słowacji. W sierpniu 2017 odszedł do FC København. W Superligaen zadebiutował 10 września 2017 w wygranym 4:3 domowym meczu z FC Midtjylland. W 2019 zdobył mistrzostwo Danii. W tym samym roku przeszedł do S.S. Lazio. W Serie A swój pierwszy mecz rozegrał 25 sierpnia 2019 z Sampdorią (3:0). W 2021 został wypożyczony na pół roku do SD Huesca, a w 2022 również na pół roku do FC København, z którym wywalczył mistrzostwo Danii. 6 lipca 2022 został wykupiony przez zespół z Kopenhagi. Podpisał z nim kontrakt do 2026 roku. W 2023 zdobył trzecie mistrzostwo Danii oraz puchar kraju. W sierpniu 2024 został wypożyczony na jeden sezon do VfL Wolfsburg. W Bundeslidze zadebiutował 22 września 2024 w przegranym 3:4 meczu z Bayerem Leverkusen. W maju 2025 Wolfsburg ogłosił wykupienie Vavro z FC København.

## Kariera reprezentacyjna
Vavro grał w młodzieżowych reprezentacjach Słowacji na różnych szczeblach wiekowych. W 2013 wystąpił z reprezentacją U-17 na mistrzostwach świata U-17. Ze Słowacją dotarł do 1/8 finału. Z kolei w 2017 wraz z kadrą U-21 zagrał na mistrzostwach Europy U-21.
W pierwszej reprezentacji zadebiutował 8 stycznia 2017 w przegranym 1:3 towarzyskim meczu z Ugandą, rozegranym w Abu Zabi. W tym spotkaniu strzelił gola. Był powołany do reprezentacji Słowacji na Euro 2020 oraz Euro 2024.

## Statystyki

### Klubowe
Stan na 10 lipca 2025
| Sezon   | Klub                 | Kraj      | Rozgrywki        | Mecze | Gole |
| ------- | -------------------- | --------- | ---------------- | ----- | ---- |
| 2012/13 | MŠK Žilina           | Słowacja  | I liga           | 4     | 0    |
| 2013/14 | MŠK Žilina           | Słowacja  | I liga           | 11    | 0    |
| 2014/15 | MŠK Žilina           | Słowacja  | I liga           | 6     | 0    |
| 2015/16 | MŠK Žilina           | Słowacja  | I liga           | 23    | 1    |
| 2016/17 | MŠK Žilina           | Słowacja  | I liga           | 25    | 6    |
| 2017/18 | MŠK Žilina           | Słowacja  | I liga           | 5     | 1    |
| 2017/18 | FC København         | Dania     | Superligaen      | 26    | 1    |
| 2018/19 | FC København         | Dania     | Superligaen      | 35    | 0    |
| 2019/20 | S.S. Lazio           | Włochy    | Serie A          | 11    | 0    |
| 2020/21 | S.S. Lazio           | Włochy    | Serie A          | 1     | 0    |
| 2020/21 | SD Huesca (wyp.)     | Hiszpania | Primera División | 11    | 0    |
| 2021/22 | S.S. Lazio           | Włochy    | Serie A          | 1     | 0    |
| 2021/22 | FC København (wyp.)  | Dania     | Superligaen      | 14    | 1    |
| 2022/23 | FC København         | Dania     | Superligaen      | 29    | 1    |
| 2023/24 | FC København         | Dania     | Superligaen      | 29    | 2    |
| 2024/25 | FC København         | Dania     | Superligaen      | 5     | 0    |
| 2024/25 | VfL Wolfsburg (wyp.) | Niemcy    | Bundesliga       | 29    | 2    |

### Reprezentacyjne
Stan na 10 lipca 2025
| Reprezentacja | Rok     | Mecze | Bramki |
| ------------- | ------- | ----- | ------ |
| Słowacja      | 2017    | 2     | 1      |
| Słowacja      | 2019    | 7     | 0      |
| Słowacja      | 2020    | 2     | 0      |
| Słowacja      | 2021    | 1     | 0      |
| Słowacja      | 2023    | 7     | 1      |
| Słowacja      | 2024    | 9     | 0      |
| Słowacja      | 2025    | 2     | 0      |
| Ogólnie       | Ogólnie | 30    | 2      |